# За законами вовків (фільм)
«За законами вовків» (англ. Animal Kingdom, дослівно укр. Царство звірів) — австралійський кримінально-драматичний трилер режисера Девіда Мішо (був також сценаристом), що вийшов 2010 року. У головних ролях Джеймс Фрешвілл, Бен Мендельсон, Гай Пірс.
Продюсером була Ліз Воттс. Вперше фільм продемонстрували у 22 січня 2010 року у США на кінофестивалі «Санденс». В Україні у кінопрокаті прем'єра фільму відбулась 27 жовтня 2011 року.

## Сюжет
Джошуа «Джей» Коді належить до кримінальної сім'ї Петтінггілл. Йому 17 років, проте він хоче вирватись з кримінального оточення і йому у цьому допомагає Натан Лекі — поліцейський з Мельбурна.

## У ролях
| Актор             | Персонаж                                        | Роль                                              |
| ----------------- | ----------------------------------------------- | ------------------------------------------------- |
| Джеймс Фрешвілл   | Джошуа «Джей» Коді (англ. Joshua 'J' Cody)      | племінник Поупа, Крейґа і Даррена, внук Джанін    |
| Бен Мендельсон    | Ендрю «Поуп» Коді (англ. Andrew 'Pope' Cody)    | дядько Джея, старший брат Крейґа і Даррена        |
| Гай Пірс          | Натан Лекі (англ. Nathan Leckie)                | офіцер поліції                                    |
| Джекі Вівер       | Джанін «Смурф» Коді (англ. Janine 'Smurf' Cody) | бабуся Джея, мати Поупа, Крейґа і Даррена         |
| Джоел Едгертон    | Баррі «Баз» Браун (англ. Barry 'Baz' Brown)     | найкращий друг Поупа                              |
| Салліван Степлтон | Крейґ Коді (англ. Craig Cody)                   | дядько Джея, молодший брат Поупа і старший Дарена |
| Люк Форд          | Даррен Коді (англ. Darren Cody)                 | дядько Джея, молодший брат Поупа і Крейґа         |

## Сприйняття

### Критика
Фільм отримав позитивні відгуки: Rotten Tomatoes дав оцінку 97 % на основі 150 відгуків від критиків (середня оцінка 8,0/10) і 83 % від глядачів із середньою оцінкою 3,9/5 (27,584 голоси). Загалом на сайті фільми має позитивний рейтинг, фільму зарахований «стиглий помідор» від кінокритиків і «попкорн» від глядачів, Internet Movie Database — 7,3/10 (34 048 голосів), Metacritic — 83/100 (33 відгуки критиків) і 7,7/10 від глядачів (94 голоси). Загалом на цьому ресурсі від критиків і від глядачів фільм отримав позитивні відгуки.

### Касові збори
Під час показу в Австралії, що розпочався 27 травня 2010 року, протягом першого тижня фільм показали у 40 кінотеатрах і він зібрав 98,049 $, що на той час дозволило йому зайняти 13 місце серед усіх прем'єр. Показ фільму протривав 10 тижнів і завершився 8 серпня 2010 року. За цей час фільм зібрав у прокаті в Австралії 4,350,187  доларів США
Під час показу у США, що розпочався 13 серпня 2010 року, протягом першого тижня фільм показали у 7 кінотеатрах і він зібрав 61,968 $, що на той час дозволило йому зайняти 41 місце серед усіх прем'єр. Показ фільму протривав 217 днів (31 тиждень) і завершився 17 березня 2011 року. За цей час фільм зібрав у прокаті у США 1,044,039  доларів США, у решті світу 5,749,943 $ (за іншими даними 7,034,644 $), тобто загалом 6,793,982 $ (за іншими даними 8,078,683 $) при бюджеті 4,2 млн $.

### Нагороди і номінації[11]
| Рік  | Нагорода                                           | Категорія                                            | Номінант                                                                        | Результат |
| ---- | -------------------------------------------------- | ---------------------------------------------------- | ------------------------------------------------------------------------------- | --------- |
| 2010 | Австралійський Кіноінститут                        | Найкращий фільм                                      | Ліз Воттс                                                                       | Перемога  |
| 2010 | Австралійський Кіноінститут                        | Найкраща режисура                                    | Девід Мішо                                                                      | Перемога  |
| 2010 | Австралійський Кіноінститут                        | Найкращий актор                                      | Бен Мендельсон                                                                  | Перемога  |
| 2010 | Австралійський Кіноінститут                        | Найкраща актриса                                     | Джекі Вівер                                                                     | Перемога  |
| 2010 | Австралійський Кіноінститут                        | Найкращий актор другого плану                        | Джоел Еджертон                                                                  | Перемога  |
| 2010 | Австралійський Кіноінститут                        | Найкращий монтаж                                     | Люк Дулан                                                                       | Перемога  |
| 2010 | Австралійський Кіноінститут                        | Найкраща оригінальна музика                          | Ентоні Партос, Сем Петті                                                        | Перемога  |
| 2010 | Австралійський Кіноінститут                        | Найкращий оригінальний сценарій                      | Девід Мішо                                                                      | Перемога  |
| 2010 | Австралійський Кіноінститут                        | Нагорода членів AFI                                  | Ліз Воттс                                                                       | Перемога  |
| 2010 | Австралійський Кіноінститут                        | Нагорода «Вибір читачів»                             | Ліз Воттс                                                                       | Перемога  |
| 2010 | Австралійський Кіноінститут                        | Найкращий актор другого плану                        | Гай Пірс                                                                        | Номінація |
| 2010 | Австралійський Кіноінститут                        | Найкраща актриса другого плану                       | Лаура Вілрайт                                                                   | Номінація |
| 2010 | Австралійський Кіноінститут                        | Найкраща операторська робота                         | Адам Аркаров                                                                    | Номінація |
| 2010 | Австралійський Кіноінститут                        | Найкращий актор                                      | Джеймс Фрічвілл                                                                 | Номінація |
| 2010 | Австралійський Кіноінститут                        | Найкращий актор другого плану                        | Салліван Степлтон                                                               | Номінація |
| 2010 | Австралійський Кіноінститут                        | Найкращий звук                                       | Сем Петті, Роберт Маккензі, Філіп Декраузес, Лія Кац, Брук Трезайс, Річард Біль | Номінація |
| 2010 | Австралійський Кіноінститут                        | Найкращий дизайн                                     | Жозефіна Форд                                                                   | Номінація |
| 2010 | Австралійський Кіноінститут                        | Найкращий дизайн костюмів                            | Каппі Айрленд                                                                   | Номінація |
| 2010 | Австралійський Кіноінститут                        | Нагорода «Молодий актор AFI»                         | Джеймс Фрічвілл                                                                 | Номінація |
| 2010 | Австралійська Ґільдія сценаристів                  | Художній фільм — оригінальний сценарій (Awgie Award) | Девід Мішо                                                                      | Перемога  |
| 2010 | Австралійська Ґільдія сценаристів                  | Major Award                                          | Девід Мішо                                                                      | Перемога  |
| 2010 | Австралійська Ґільдія режисерів                    | Найкраща режисура у художньому фільмі                | Девід Мішо                                                                      | Перемога  |
| 2011 | 83-я церемонія вручення нагороди «Оскар»           | Найкраща жіноча роль другого плану                   | Джекі Вівер                                                                     | Номінація |
| 2011 | 68-ма церемонія вручення нагороди «Золотий глобус» | Найкраща жіноча роль другого плану — кінофільм       | Джекі Вівер                                                                     | Номінація |
| 2011 | Премія «Сатурн»                                    | Найкраща жіноча роль другого плану                   | Джекі Вівер                                                                     | Номінація |

### Виноски
1. 1 2  Animal Kingdom: Release Info (англ.). Internet Movie Database. Процитовано 6 грудня 2013.
2. 1 2  За законами вовків. Kino-teatr.ua. Архів оригіналу за 13 грудня 2013. Процитовано 6 грудня 2013.
3. 1 2 3 4  Animal Kingdom (англ.). The Numbers. Архів оригіналу за 12 грудня 2013. Процитовано 6 грудня 2013.
4. 1 2  Animal Kingdom (англ.). Box Office Mojo. Архів оригіналу за 3 листопада 2013. Процитовано 6 грудня 2013.
5. 1 2  Animal Kingdom (англ.). Internet Movie Database. Архів оригіналу за 4 грудня 2013. Процитовано 6 грудня 2013.
6. ↑  Animal Kingdom (англ.). AllMovie. Архів оригіналу за 22 грудня 2013. Процитовано 6 грудня 2013.
7. ↑  Animal Kingdom: Full Cast & Crew (англ.). Internet Movie Database. Архів оригіналу за 9 серпня 2014. Процитовано 6 грудня 2013.
8. ↑  Animal Kingdom (англ.). Rotten Tomatoes. Архів оригіналу за 12 грудня 2013. Процитовано 6 грудня 2013.
9. ↑  Animal Kingdom (англ.). Metacritic. Архів оригіналу за 10 липня 2014. Процитовано 6 грудня 2013.
10. ↑  Animal Kingdom — Australia Weekend Box Office (англ.). Box Office Mojo. Архів оригіналу за 11 грудня 2013. Процитовано 6 грудня 2013.
11. ↑  Animal Kingdom: Awards (англ.). Internet Movie Database. Архів оригіналу за 13 серпня 2014. Процитовано 6 грудня 2013.